# Paardensport op de Olympische Zomerspelen 1956
Paardensport is een van de sporten die beoefend werden tijdens de Olympische Zomerspelen 1956. De wedstrijden vonden plaats in Stockholm vanwege de Australische quarantaineregels betreffende paarden. Doordat de paardensportevenementen vijf maanden eerder plaatsvonden dan alle andere sporten, werden deze nog niet getroffen door afzeggingen wegens de inval door de Sovjet-Unie in Hongarije. Zo nam Nederland wel deel aan de hippische takken, maar liet later het jaar verstek gaan in Melbourne.

## dressuur

### individueel
| rang   | sporter                      | paard    | land | score |
| ------ | ---------------------------- | -------- | ---- | ----- |
| Goud   | Henri Saint Cyr              | Juli     | SWE  | 860.0 |
| Zilver | Lis Hartel                   | Jubilee  | DEN  | 850.0 |
| Brons  | Liselott Linsenhoff          | Adular   | EUA  | 832.0 |
| 4      | Gehnäll Persson              | Knaust   | SWE  | 821.0 |
| 5      | André Jousseaume             | Harpagon | FRA  | 814.0 |
| 6      | Gottfried Trachsel           | Kursus   | SUI  | 807.0 |
| 7      | Gustaf Adolf Boltenstern jr. | Krest    | SWE  | 794.0 |
| 8      | Henri Chammartin             | Wöhler   | SUI  | 789.0 |

### team
| rang   | sporter                                                      | paard                        | land | score             | totale score |
| ------ | ------------------------------------------------------------ | ---------------------------- | ---- | ----------------- | ------------ |
| Goud   | Henri Saint Cyr Gehnäll Persson Gustaf Adolf Boltenstern jr. | Juli Knaust Krest            | SWE  | 860.0 821.0 794.0 | 2475.0       |
| Zilver | Liselott Linsenhoff Hannelore Weygand Anneliese Küppers      | Adular Perkunos Afrika       | EUA  | 832.0 785.0 729.0 | 2346.0       |
| Brons  | Gottfried Trachsel Henri Chammartin Gustav Fischer           | Kursus Wöhler Vasello        | SUI  | 807.0 789.0 750.0 | 2346.0       |
| 4      | Sergej Filatov Aleksandr Vtorov Nikolai Sitko                | Ingas Repertoir Skatschek    | URS  | 744.0 726.0 700.0 | 2170.0       |
| 5      | Lis Hartel Herman Zobel Inger Lemvigh-Müller                 | Jubilee Monty Bel Ami        | DEN  | 850.0 673.0 644.0 | 2167.0       |
| 6      | André Jousseaume Jean-Albert Brasu Jean Salmon               | Harpagon Vol d'Amour Kipling | FRA  | 814.0 648.0 554.0 | 2016.0       |
| 7      | Else Christophersen Anne-Lise Kielland Bodil Russ            | Diva Clary Corona            | NOR  | 739.0 601.5 572.0 | 1912.5       |
| 8      | Gheorghe Teodorescu Nicolae Mihalcea Nicolae Marcoci         | Palatin Mihnea Corvin        | ROU  | 721.0 625.0 516.0 | 1862.0       |

## eventing

### individueel
| rang   | sporter               | paard          | land | score  |
| ------ | --------------------- | -------------- | ---- | ------ |
| Goud   | Petrus Kastenman      | Iluster        | SWE  | 66.53  |
| Zilver | August Lütke-Westhues | Trux von Kamax | EUA  | 84.87  |
| Brons  | Francis Weldon        | Kilbarry       | GBR  | 85.48  |
| 4      | Lev Baklysjkin        | Guimnast       | URS  | 96.65  |
| 5      | Genko Rasjkov         | Euphoria       | BUL  | 111.23 |
| 6      | Arthur Rook           | Wild Venture   | GBR  | 119.64 |
| 7      | Giancarlo Gutierrez   | Wiston         | ITA  | 136.43 |
| 8      | Juan Martín Merbilháa | Gitana I       | ARG  | 136.46 |

### team
| rang   | sporter                                               | paard                                | land | score                | totale score |
| ------ | ----------------------------------------------------- | ------------------------------------ | ---- | -------------------- | ------------ |
| Goud   | Francis Weldon Arthur Rook Bertie Hill                | Kilbarry Wild Venture Countryman III | GBR  | 85.48 119.64 150.38  | 355.50       |
| Zilver | August Lütke-Westhues Otto Rothe Klaus Wagner         | Trux von Kamax Sissi Prinzess        | EUA  | 84.87 158.04 233.00  | 475.91       |
| Brons  | John Rumble Jim Elder Brian Herbinson                 | Cilroy Colleen Tara                  | CAN  | 162.53 193.69 216.50 | 572.72       |
| 4      | Brian Crago Wyatt Thompson Ernest Barker              | Radar Brown Sugar Dandy              | AUS  | 147.42 155.06 317.50 | 619.98       |
| 5      | Giancarlo Gutierrez Adriano Capuzzo Giuseppe Molinari | Wiston Tuft of Heather Uccello       | ITA  | 136.43 139.41 415.30 | 691.14       |
| 6      | Juan Martín Merbilháa Eduardo Cano Carlos de la Serna | Gitana I Why Fanion                  | ARG  | 136.46 242.01 345.71 | 724.18       |
| 7      | Lev Baklysjkin Nikolai Sjelenkov Valerian Koejbysjev  | Guimnast Satrap Perekop              | URS  | 96.65 297.68 718.00  | 1112.33      |
| 8      | Emil-Otto Gmür Roland Perret Samuel Köchlin           | Romeo Erlfried Goya                  | SUI  | 378.51 405.18 577.21 | 1360.90      |

## springconcours

### individueel
| rang   | sporter                   | paard     | land | score |
| ------ | ------------------------- | --------- | ---- | ----- |
| Goud   | Hans Günter Winkler       | Halla     | EUA  | 4.00  |
| Zilver | Raimondo D'Inzeo          | Merano    | ITA  | 8.00  |
| Brons  | Piero D'Inzeo             | Uruguay   | ITA  | 11.00 |
| 4      | Fritz Thiedemann          | Meteor    | EUA  | 12.00 |
| 4      | Wilfred White             | Nizefela  | GBR  | 12.00 |
| 6      | Pierre Jonquères d'Oriola | Voulette  | FRA  | 15.00 |
| 7      | Henrique Alves Callado    | Martingil | POR  | 16.00 |
| 8      | Carlos Delia              | Discutido | ARG  | 19.00 |

### team
| rang   | sporter                                                                   | paard                              | land | score             | totale score |
| ------ | ------------------------------------------------------------------------- | ---------------------------------- | ---- | ----------------- | ------------ |
| Goud   | Hans Günter Winkler Fritz Thiedemann Alfons Lütke-Westhues                | Halla Meteor Ala                   | EUA  | 4.00 12.00 24.00  | 40.00        |
| Zilver | Raimondo D'Inzeo Piero D'Inzeo Salvatore Oppes                            | Merano Uruguay Pagoro              | ITA  | 8.00 11.00 47.00  | 66.00        |
| Brons  | Wilfred White Pat Smythe Peter Robeson                                    | Nizefela Flanagan Scorchin         | GBR  | 12.00 21.00 36.00 | 69.00        |
| 4      | Carlos Delia Pedro Mayorga Naldo Dasso                                    | Discutido Coriolano Ramito         | ARG  | 19.00 32.00 48.50 | 99.50        |
| 5      | Hugh Wiley William Steinkraus Frank Chapot                                | Trail Guide Night Owl Belair       | USA  | 24.00 28.00 52.25 | 104.25       |
| 6      | Carlos López Quesada Francisco Goyoaga Caamaño Carlos Figueroa Castillejo | Tapatío Fahnenkönig Gracieux       | ESP  | 27.75 28.00 61.50 | 117.25       |
| 7      | Kevin Barry William Ringrose Patrick Kiernan                              | Ballyneery Liffey Vale Bally nonty | IRL  | 35.00 44.00 52.25 | 131.25       |
| 8      | Pierre Jonquères d'Oriola Bernard Jevardat de Fombelle Georges Calmon     | Voulette Doria Virtuoso            | FRA  | 15.00 52.75 86.75 | 154.50       |

## Medaillespiegel
| rang   | land               | goud | zilver | brons | totale score |
| ------ | ------------------ | ---- | ------ | ----- | ------------ |
| 1      | Zweden             | 3    | 0      | 0     | 3            |
| 2      | Duits eenheidsteam | 2    | 3      | 1     | 6            |
| 3      | Groot-Brittannië   | 1    | 0      | 2     | 3            |
| 4      | Italië             | 0    | 2      | 1     | 3            |
| 5      | Denemarken         | 0    | 1      | 0     | 1            |
| 6      | Canada             | 0    | 0      | 1     | 1            |
| 6      | Zwitserland        | 0    | 0      | 1     | 1            |
| totaal | totaal             | 6    | 6      | 6     | 18           |

Parijs 1900 · 
Stockholm 1912 · 
Antwerpen 1920 · 
Parijs 1924 · 
Amsterdam 1928 · 
Los Angeles 1932 · 
Berlijn 1936 · 
Londen 1948 · 
Helsinki 1952 · 
Melbourne 1956 · 
Rome 1960 · 
Tokio 1964 · 
Mexico-stad 1968 · 
München 1972 · 
Montréal 1976 · 
Moskou 1980 · 
Los Angeles 1984 · 
Seoel 1988 · 
Barcelona 1992 · 
Atlanta 1996 · 
Sydney 2000 · 
Athene 2004 · 
Peking 2008 · 
Londen 2012 · 
Rio de Janeiro 2016 · 
Tokio 2020 · 
Parijs 2024 · 
Los Angeles 2028
Medaillewinnaars
Atletiek · Australian Football (demonstratie) · Basketbal · Boksen · Gewichtheffen · Hockey · Honkbal (demonstratie) · Kanovaren · Moderne vijfkamp · Paardensport · Roeien · Schermen · Schietsport · Schoonspringen · Turnen · Voetbal · Waterpolo · Wielersport · Worstelen · Zeilen · Zwemmen